# Van Lacus
Il Van Lacus è una struttura geologica della superficie di Titano.